# International Lawn Tennis Challenge 1908
L'International Lawn Tennis Challenge 1908 è stata l'ottava edizione di quella che oggi è nota come Coppa Davis. Per la prima volta una partita venne giocata in territorio australiano, gli incontri inoltre furono disputati in periodi ed impianti diversi. La squadra dell'Australasia bissò il successo dell'anno precedente in finale contro gli Stati Uniti.

## Risultati
| Stati Uniti 4 | Longwood Cricket Club, Boston, Massachusetts, Stati Uniti 17–19 settembre 1908 | Longwood Cricket Club, Boston, Massachusetts, Stati Uniti 17–19 settembre 1908 | Gran Bretagna 1 |     |     |     |     |  |
| \| \| \| \| 1 \| 2 \| 3 \| 4 \| 5 \| \| \| - \| \| ------------------------------------------------------------ \| ---- \| --- \| --- \| --- \| --- \| \| \| 1 \| \| William Larned James Parke \| 6 3 \| 6 3 \| 7 5 \| \| \| \| \| 2 \| \| Beals Wright Josiah Ritchie \| 1 6 \| 3 6 \| 2 6 \| \| \| \| \| 3 \| \| Fred Alexander / Harold Hackett James Parke / Josiah Ritchie \| 6 3 \| 2 6 \| 7 5 \| 6 1 \| \| \| \| 4 \| \| William Larned Josiah Ritchie \| 4 6 \| 6 2 \| 6 3 \| 6 2 \| \| \| \| 5 \| \| Beals Wright James Parke \| 8 10 \| 3 6 \| 6 4 \| 7 5 \| 6 2 \| \| |                                                                                |                                                                                |                 |     |     |     |     |  |
| |                                                                                |                                                                                | 1               | 2   | 3   | 4   | 5   |  |
| 1 | Stati Uniti (bandiera) · Gran Bretagna (bandiera)                              | William Larned James Parke                                                     | 6 3             | 6 3 | 7 5 |     |     |  |
| 2 | Stati Uniti (bandiera) · Gran Bretagna (bandiera)                              | Beals Wright Josiah Ritchie                                                    | 1 6             | 3 6 | 2 6 |     |     |  |
| 3 | Stati Uniti (bandiera) · Gran Bretagna (bandiera)                              | Fred Alexander / Harold Hackett James Parke / Josiah Ritchie                   | 6 3             | 2 6 | 7 5 | 6 1 |     |  |
| 4 | Stati Uniti (bandiera) · Gran Bretagna (bandiera)                              | William Larned Josiah Ritchie                                                  | 4 6             | 6 2 | 6 3 | 6 2 |     |  |
| 5 | Stati Uniti (bandiera) · Gran Bretagna (bandiera)                              | Beals Wright James Parke                                                       | 8 10            | 3 6 | 6 4 | 7 5 | 6 2 |  |

### Finale
| Australasia 3 | Albert Ground, Melbourne, Australia 27–30 novembre 1908 | Albert Ground, Melbourne, Australia 27–30 novembre 1908     | Stati Uniti 2 |     |     |     |       |  |
| \| \| \| \| 1 \| 2 \| 3 \| 4 \| 5 \| \| \| - \| \| ----------------------------------------------------------- \| --- \| --- \| --- \| --- \| ----- \| \| \| 1 \| \| Norman Brookes Fred Alexander \| 5 7 \| 9 7 \| 6 2 \| 4 6 \| 6 3 \| \| \| 2 \| \| Tony Wilding Beals Wright \| 6 3 \| 5 7 \| 3 6 \| 1 6 \| \| \| \| 3 \| \| Norman Brookes / Tony Wilding Fred Alexander / Beals Wright \| 6 3 \| 6 2 \| 5 7 \| 2 6 \| 6 4 \| \| \| 4 \| \| Norman Brookes Beals Wright \| 6 0 \| 6 3 \| 5 7 \| 2 6 \| 10 12 \| \| \| 5 \| \| Tony Wilding Fred Alexander \| 6 3 \| 6 4 \| 6 1 \| \| \| \| |                                                         |                                                             |               |     |     |     |       |  |
| |                                                         |                                                             | 1             | 2   | 3   | 4   | 5     |  |
| 1 | Australasia (bandiera) · Stati Uniti (bandiera)         | Norman Brookes Fred Alexander                               | 5 7           | 9 7 | 6 2 | 4 6 | 6 3   |  |
| 2 | Australasia (bandiera) · Stati Uniti (bandiera)         | Tony Wilding Beals Wright                                   | 6 3           | 5 7 | 3 6 | 1 6 |       |  |
| 3 | Australasia (bandiera) · Stati Uniti (bandiera)         | Norman Brookes / Tony Wilding Fred Alexander / Beals Wright | 6 3           | 6 2 | 5 7 | 2 6 | 6 4   |  |
| 4 | Australasia (bandiera) · Stati Uniti (bandiera)         | Norman Brookes Beals Wright                                 | 6 0           | 6 3 | 5 7 | 2 6 | 10 12 |  |
| 5 | Australasia (bandiera) · Stati Uniti (bandiera)         | Tony Wilding Fred Alexander                                 | 6 3           | 6 4 | 6 1 |     |       |  |